# 金牛座V891
金牛座V891，又名BD+05 613，HD 26913、SAO 111695、HR 1321，是金牛座的一颗恒星，视星等为6.93，位于銀經186.66，銀緯-30.5，其B1900.0坐标为赤經4h 10m 6.4s，赤緯+5° -30.5′ 6″。